# Harmsen (motorfiets)
De "Harmsen" was een Nederlandse wegrace-motorfiets. 
De Nederlandse framebouwer Carel Harmsen bouwde in 1979 voor het eerst een 50 cc racer, de Harmsen-Roton. 
De machine was voorzien van bijzonder interessante constructies, waaronder een monocoque frame. In 1984 bouwde Harmsen een 80 cc met ook een eigen motorblok.